# دييغو مارادونا جونيور
دييغو مارادونا جونيور هو مدرب كرة قدم أرجنتيني إيطالي ولاعب كرة قدم سابق ولاعب كرة قدم شاطئية محترف، ويتولى في الوقت الحالي منصب المدير الفني لنادي إيبارا الإسباني لكرة القدم. وهو ابن كريستيانا سيناغرا ولاعب كرة القدم الأرجنتيني الراحل دييغو أرماندو مارادونا.

## نشأته وحياته
وُلد دييغو مارادونا جونيور في 20 سبتمبر (أيلول) 1986 بمدينة نابولي في إيطاليا كابن لعلاقة خارج إطار الزواج بين لاعب نابولي السابق دييغو أرماندو مارادونا وشابة إيطالية تدعى كريستيانا سيناغرا. نشأ دييغو مارادونا جونيور في كنف والدته. كان جد دييغو مارادونا جونيور لأبيه دييغو مارادونا الأب (1927-2015)، والذي عمل في مصنع للمواد الكيميائية، ينحدر من أصول غوارانية وإسبانية، وكانت جدته لأبيه دالما سالفادورا فرانكو (1930-2011) تنحدر من أصول إيطالية وكرواتية. أصدرت محكمة نابولي في عام 1993 حكما قضائيا بثبوت نسب دييغو مارادونا جونيور إلى لاعب كرة القدم الأرجنتيني المعتزل دييغو أرماندو مارادونا، وبموجب ذلك الحكم القضائي اكتسب دييغو مارادونا جونيور قانونا لقب والده. وعلى الرغم من ذلك، فإن دييغو مارادونا جونيور لم يقابل والده سوى في عام 2003، عندما التقيا أثناء حضورهما لبطولة غولف في مدينة فيوجي، ولم يعترف مارادونا الأب ببنوته علنًا حتى عام 2007 خلال تصريحات أدلى بها للصحافة الإيطالية. زعمت بعض الشائعات أن البابا فرانسيس، والذي كان رئيسًا لأساقفة بوينس آيرس في ذلك الوقت، طلب من دييغو أرماندو مارادونا الاعتراف بدييغو جونيور كابن له، غير أن محامو مارادونا نفوا صحة هذا الادعاء. تزوج دييغو مارادونا جونيور في 10 يونيو (حزيران) 2015 من نونزيا بينينو في الكنيسة الكاثوليكية الرومانية في نابولي، وكان زواجهما بمباركة البابا فرانسيس. وفي 25 أغسطس (آب) 2016، اعترف دييغو أرماندو مارادونا علنًا في الأرجنتين بأن دييغو مارادونا جونيور هو ابنه في الأرجنتين، وعبر عن حبه له والشبه الكبير بينهما في تصريحات أدلى بها لوسائل الإعلام في بوينس آيرس.

## مسيرته الرياضية
بدأ دييغو مارادونا جونيور في لعب كرة القدم في سن مبكرة للغاية وأظهر فيها مهارة تحاكي مهارة والده، وانضم إلى فريق ناشئي نابولي عندما كان في الحادية عشرة من عمره، ثم مثل إيطاليا كجزء من منتخب إيطاليا لكرة القدم للناشئين تحت 17 عاما. وفي عام 2004 انضم دييغو مارادونا جونيور إلى فريق شباب جنوة، والذي استمر في اللعب لصالحه لمدة موسم واحد. بدأ دييغو مارادونا جونيور بعد ذلك مسيرته كلاعب في الفريق الأول من خلال المشاركة في مسابقات دوري الهواة، عندما انضم في عام 2005 إلى الفريق الأول لكرة القدم بنادي سيرفيا، والذي كان ينافس في دوري إيتشيلينزا في إميليا رومانيا، والذي كان جزءًا من برنامج الأبطال الحلم، وهو أحد برامج تليفويون واقع لتطوير كرة القدم على المستوى الوطني. وفي يناير (كانون الثاني) 2006، انضم دييغو مارادونا جونيور إلى صفوف فريق إنترنابولي الواقع في منطقة إيتشيلينزا كامبانيا بعد أن ظل بدون فريق طوال النصف الأول من موسم 2005-2006، ولعب مع الفريق مباراتين فقط قبل أن يتعرض لإصابة أبعدته عن الملاعب. وفي عام 2007، انضم دييغو مارادونا جونيور إلى صفوف الفريق الأول في نادي كوارتو، وهو نادٍ آخر يقع في منطقة إيتشيلينزا في كامبانيا. حقق دييغو جونيور مع فريق كوارتو خلال ذلك الموسم انتصارات أهلته للصعود إلى دوري الدرجة الرابعة الإيطالي، واستمر دييغو جونيور في اللعب للفريق خلال موسم عام 2007-2008 قبل أن يترك النادي بالتراضي في 16 نوفمبر (تشرين الثاني) 2007 عقب استبدال المدرب الأساسي للفريق مما تسبب له في مخاوف بشأن دوره في الفريق.
انتقل دييغو جونيور بعد بضعة أسابيع من تركه لنادي كوارتو إلى فريق نادي فينافرو الواقع في منطقة إيتشيلينزا كامبانيا أيضًا، وفي 21 يناير (كانون الثاني) 2008، نجح دييغو جونيور في تسجيل هدفه الأول مع فريق فينافرو من على بعد مسافة بلغت 30 مترًا عن المرمى، ولكن في نهاية الموسم، غادر دييغو مارادونا جونيور فينافرو لينضم إلى صفوف فريق إيه إس دي ماري دي روما لكرة القدم الشاطئية في يونيو (حزيران) 2008. وفي 2 ديسمبر (كانون الأول) 2008، انضم دييغو جونيور إلى صفوف فريق بويز كايفانيزي الواقع بمنطقة إيتشيلينزا كامبانيا، ثم في أغسطس (آب) 2009 تعاقد نادي يوفنتوس ستابيا مع دييغو مارادونا جونيور، ظهر دييغو مارادونا جونيور لأول مرة في دوري الدرجة الأولى الإيطالي لكرة القدم الشاطئية في 27 يونيو (حزيران) 2008 عندما شارك مع فريق إيه إس دي ماري دي روما في مباراته أمام فريق ألما يوفنتوس فانو، وسجل هدفًا لصالح فريقه خلال هذه المباراة، ثم سجل بعد ذلك ستة أهداف في ثلاث مباريات لصالح ماري دي روما، مما أقنع مدرب المنتخب الإيطالي لكرة القدم الشاطئية جيانكارلو ماجريني بضمه إلى تشكيلة فريقه لخوض بطولة كأس العالم لكرة القدم الشاطئية 2008. سجل دييغو مارادونا جونيور لصالح فريق ماري دي روما اثني عشر هدفًا خلال ذلك الموسم من دوري الدرجة الأولى الإيطالي لكرة القدم الشاطئية، مما سمح لفريقه بالتأهل إلى المرحلة النهائية من المنافسة على اللقب الإيطالي قبل أن يودع فريق ماري دي روما البطولة في الدور ربع النهائي.
ولكن في 11 سبتمبر (أيلول) 2009 اضطر دييغو مارادونا جونيور إلى ترك الفريق لكي ينضم إلى صفوف نادي أرزانيسي. ثم انضم دييغو مارادونا جونيور في عام 2009 إلى صفوف نادي نابولي لكرة القدم الشاطئية، وسجل لصالح الفريق ثمانية أهداف، ليقود بذلك الفريق للفوز بلقب بطولة كرة القدم الشاطئية الإيطالية لأول مرة في تاريخه.
وعلى الصعيد الدولي، فقد انضم دييغو مارادونا جونيور في 29 أبريل (نيسان) 2008 إلى منتخب إيطاليا لكرة القدم الشاطئية ليخوض معه التصفيات المؤهلة لبطولة كأس العالم لكرة القدم الشاطئية التي أقيمت في إسبانيا خلال الفترة من 11 إلى 18 مايو (أيار) 2008، ويكون الظهور الأول له مع المنتخب في 12 مايو (أيار) 2008 خلال المباراة التي جمعت المنتخب الإيطالي لكرة القدم الشاطئية مع نظيره اليوناني. شارك دييغو مارادونا جونيور مع المنتخب في أربع مباريات خلال تصفيات بطولة كأس العالم لكرة القدم الشاطئية، واحتل المنتخب الإيطاليي في النهاية المركز الرابع لكي يتأهل إلى بطولة كأس العالم. وفي بطولة كأس العالم لكرة القدم الشاطئية، استطاع المنتخب الإيطالي لكرة القدم الشاطئية أن يحتل المركز الثاني بعدما خسر المباراة النهائية أمام منتخب البرازيل بنتيجة 3-5. سجل دييغو مارادونا جونيور لصالح منتخب إيطاليا خلال البطولة هدفين كان أحدهما في المباراة النهائية.